# Assam
Assam (Assamesisch: অসম [ɔxɔm], Asam) ist ein indischer Bundesstaat mit einer Fläche von 78.438 km² und 31,2 Millionen Einwohnern (Volkszählung 2011). Hauptstadt und Regierungssitz ist Dispur, ein Vorort von Guwahati, der größten Stadt des Bundesstaats. Die hauptsächlich gesprochenen Sprachen sind Assamesisch (Asamiya) und Bengalisch (Bengali) neben zahlreichen Kleinsprachen der tibetobirmanischen Sprachfamilie.

## Geografie

### Lage und Ausdehnung

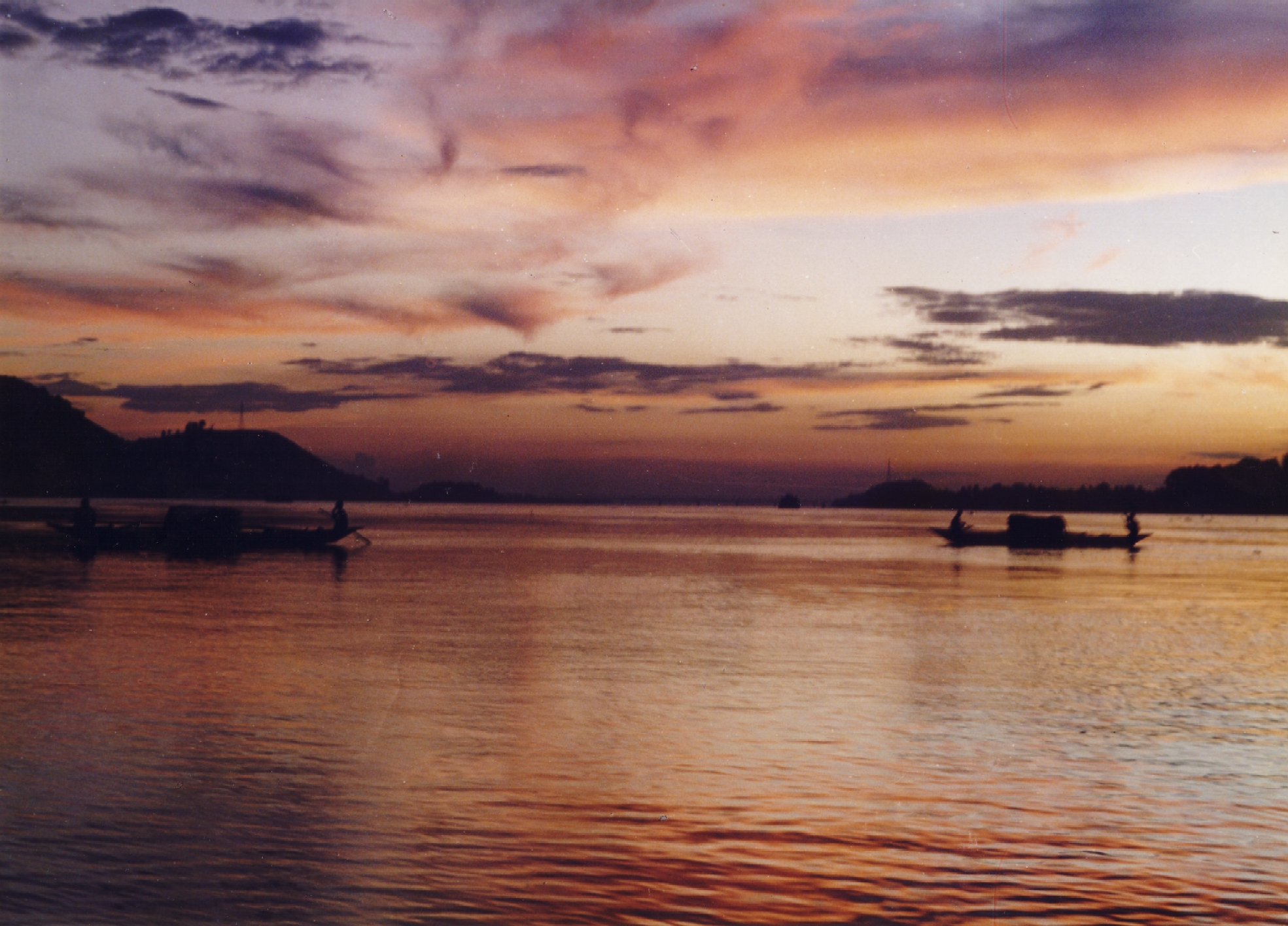
Der Brahmaputra in Guwahati

Assam liegt im Nordosten Indiens und gehört zu den sogenannten sieben Schwesterstaaten, die nur durch einen schmalen Korridor mit dem Rest des Landes verbunden sind. Nachbarbundesstaaten sind Arunachal Pradesh im Nordosten, Nagaland und Manipur im Osten, Mizoram, Tripura und Meghalaya im Süden und Westbengalen im Westen. Im Nordwesten liegt die Staatsgrenze zu Bhutan, im Südwesten und Süden besitzt Assam zwei Grenzabschnitte zu Bangladesch. Die Fläche des Bundesstaates beträgt 78.512 Quadratkilometer. Damit nimmt er eine mittlere Stellung unter den Bundesstaaten Indiens ein und ist etwa so groß wie Tschechien.
Der Großteil Assams gehört zum Flusstal des Brahmaputra, das zwischen dem Himalaya im Norden und den Bergen von Meghalaya, North Cachar und Nagaland im Süden liegt. Der Brahmaputra entspringt in Tibet und tritt, nachdem er den Himalaya in einer tiefen Schlucht durchquert hat, in die Flussebene Assams ein. Hier erreicht er stellenweise eine Breite von zehn Kilometern. Das Brahmaputra-Tal ist etwa 1000 Kilometer lang und 80 bis 100 Kilometer breit. Im Süden Assams liegen die Bareil-Berge und jenseits davon das Barak-Tal. Das 40 bis 50 Kilometer breite Flusstal des Barak ist durch die Berge vom restlichen Assam isoliert und stellt sich geografisch als Fortsetzung der Flussebenen Ostbengalens dar.

### Städte

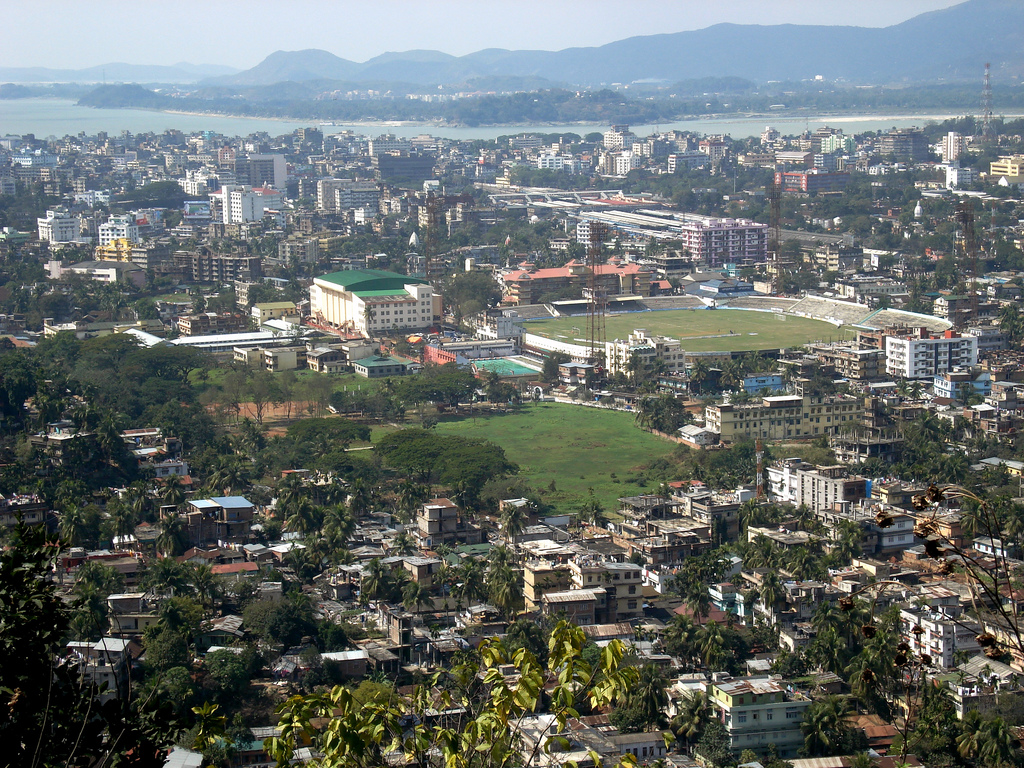
Blick auf Guwahati

Die mit Abstand größte Stadt Assams ist Guwahati (ehemals Gauhati) mit gut 960.000 Einwohnern (Volkszählung 2001). Die Hauptstadt Assams ist Dispur, ein Vorort Guwahatis.
(Stand: Volkszählung 2011)
|   | Stadt     | Einwohner |    | Stadt           | Einwohner |
| - | --------- | --------- | -- | --------------- | --------- |
| 1 | Guwahati  | 962.334   | 8  | Bongaigaon      | 67.322    |
| 2 | Silchar   | 178.865   | 9  | Dhubri          | 63.388    |
| 3 | Dibrugarh | 145.488   | 10 | Diphu           | 61.797    |
| 4 | Jorhat    | 126.736   | 11 | North Lakhimpur | 59.814    |
| 5 | Nagaon    | 121.628   | 12 | Karimganj       | 56.854    |
| 6 | Tinsukia  | 116.322   | 13 | Goalpara        | 53.430    |
| 7 | Tezpur    | 75.540    | 14 | Sivasagar       | 50.781    |

## Bevölkerung

### Demografie

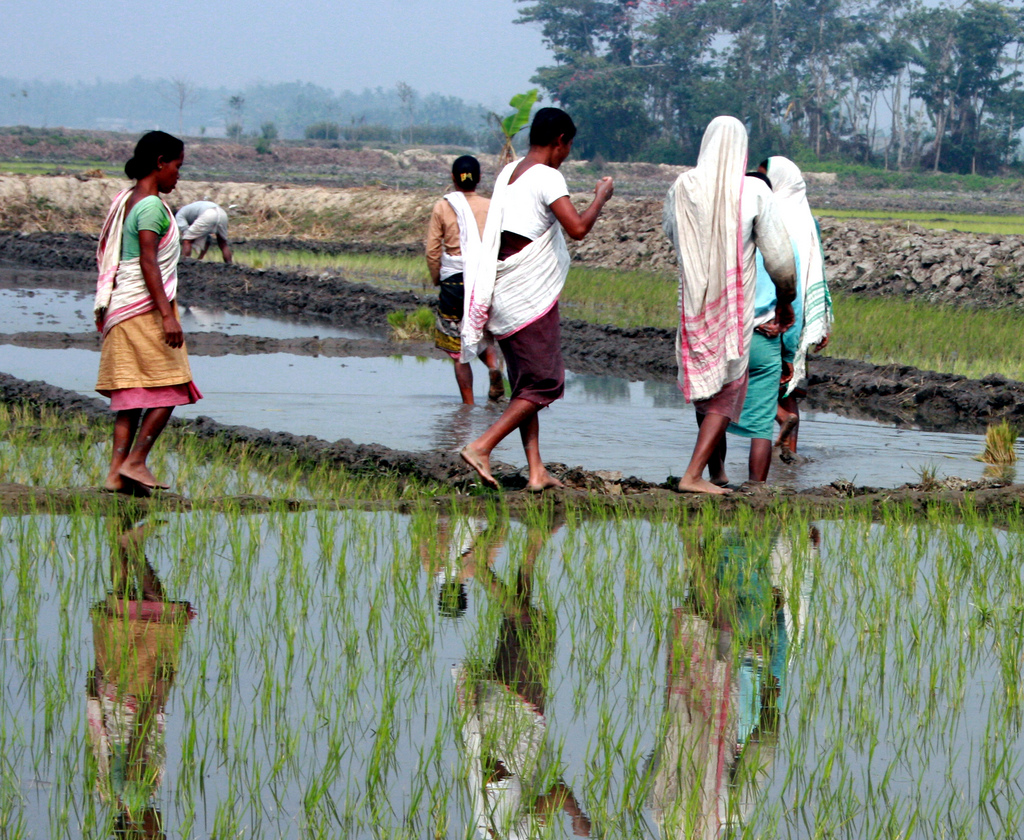
Reisbauern im Distrikt Nagaon

Nach der indischen Volkszählung 2011 hat Assam 31.169.272 Einwohner. Zwischen 2001 und 2011 nahm die Einwohnerzahl um 16,9 Prozent zu. Die Wachstumsrate entspricht damit dem Durchschnitt Indiens von 17,6 Prozent im Vergleichszeitraum. Die Bevölkerungsdichte Assams beträgt 397 Einwohner pro Quadratkilometer und liegt damit nahe am gesamtindischen Durchschnitt von 382 Einwohnern pro Quadratkilometer. Dabei konzentriert sich ein großer Teil der Bevölkerung auf die ländlichen Gebiete: Nur 14,1 Prozent der Einwohner Assams leben in Städten. Der Urbanisierungsgrad ist damit deutlich niedriger als der Landesdurchschnitt von 31,2 Prozent. Mit einer Alphabetisierungsquote von 73,2 Prozent rangiert Assam im Mittelfeld der indischen Bundesstaaten und liegt nahe am Mittelwert Indiens (74,0 Prozent). Im Zeitraum von 2010 bis 2014 betrug die durchschnittliche Lebenserwartung 63,9 Jahre (der indische Durchschnitt betrug 67,9 Jahre). Die Fertilitätsrate betrug 2,17 Kinder pro Frau (Stand: 2016) während der indische Durchschnitt im selben Jahr bei 2,23 Kinder lag.
Eine nicht unbeträchtliche Minderheit der Einwohner Assams gehört einer Reihe von indigenen Völkern an. Obwohl sie sich hauptsächlich in sprachlich-kultureller, weniger in wirtschaftlich-sozialer Hinsicht von der Mehrheitsbevölkerung unterscheiden, werden diese Ethnien häufig als „Stammesvölker“ (tribals) bezeichnet. Die indische Volkszählung 2001 klassifiziert 12,4 Prozent der Bevölkerung als Angehörige der Stammesbevölkerung (Scheduled Tribes). Die größte Gruppe bilden dabei die Bodo, die in den Ebenen des unteren Brahmaputra-Tals im Westen Assams siedeln und rund 40 Prozent der Stammesbevölkerung Assams ausmachen. Die übrigen Stammesvölker leben in den Berggegenden im Osten und Süden Assams. Die größten von diesen sind die Miri, Mikir, Rabha, Kachari, Lalung, Dimasa und Deori. Die beiden Distrikte Dima Hasao und Karbi Anglong, in denen die Stammesvölker die Bevölkerungsmehrheit stellen, und die Bodo-Gebiete (Bodoland) besitzen einen Autonomiestatus.
In Assam lebt eine größere Zahl von Einwanderern aus anderen Teilen Indiens und aus Bangladesch. Vor allem die illegale Einwanderung von muslimischen Bengalen aus Bangladesh hat zu einem zunehmenden Maß an Fremdenfeindlichkeit unter der alteingesessenen Bevölkerung Assams geführt, die eine Überfremdung und schleichende Islamisierung Assams fürchten. Dieser Konflikt hat sich wiederholt in schweren Pogromen gegen muslimische Bengalen geäußert.

#### Bevölkerungsentwicklung
Zensusbevölkerung von Assam (in den heutigen Grenzen) seit der ersten indischen Volkszählung im Jahr 1951.
| Zensusjahr | Einwohnerzahl |
| ---------- | ------------- |
| 1951       | 8.029.100     |
| 1961       | 10.837.700    |
| 1971       | 14.625.157    |
| 1981       | 18.041.250    |
| 1991       | 22.414.320    |
| 2001       | 26.638.600    |
| 2011       | 31.169.272    |

### Sprachen
In weiten Teilen des heutigen Bundesstaats ist Assamesisch die Muttersprache der Bevölkerung. Dies gilt vor allem für die Talgebiete. Ein Teil des Bundesstaats gehörte ursprünglich zur britischen Provinz Bengalen. Nach der Unabhängigkeit verblieb ein kleiner Teil des bengalischen Sprachgebiets bei Assam. Viele Sprecher des Bengalischen sind allerdings Zuwanderer aus Bangladesch. In den Gebirgsregionen Assams gibt es zahlreiche Völker, die meist eine tibetobirmanische Sprache benutzen. Assamesisch, Bengalisch und Sprecher von tibetobirmanischen Sprachen sind also regional gesehen Muttersprache der dort heimischen Bewohner.
Die Amtssprache Assams ist das Assamesische. Das Assamesische gehört zu den indoarischen Sprachen und ist somit mit den Sprachen Nordindiens und auch entfernt mit den meisten in Europa gesprochenen Sprachen verwandt. Von den indoarischen Sprachen ist das Assamesische am weitesten nach Osten vorgedrungen. Es wird von der Hälfte der Einwohner Assams als Muttersprache gesprochen.
Unter der eingewanderten Bevölkerung sind vor allem Bengalisch (28 Prozent), Hindi (6 Prozent) und Nepali (2 Prozent) verbreitet. Das Bengalische ist außerdem im Barak-Tal, das historisch und kulturell starke Affinitäten nach Ostbengalen aufweist, die angestammte Mehrheitssprache. In den dortigen drei Distrikten Cachar, Karimganj und Hailakandi besitzt es neben dem Assamesischen einen Status als assoziierte Amtssprache.
Die Stammesbevölkerung Assams spricht verschiedene Sprachen, die größtenteils zur tibetobirmanischen Sprachfamilie gehören. Die größte dieser Sprachen ist das Bodo, die Sprache der gleichnamigen Volksgruppe. Es wird von 5 Prozent der Bevölkerung Assams als Muttersprache gesprochen und ist in den Bodo-Gebieten assoziierte Amtssprache neben dem Assamesischen. Die Stammesvölker im Osten Assams sprechen eine Vielzahl kleinerer tibetobirmanischer Sprachen. Die wichtigsten sind Miri, Karbi, Garo, Rabha und Dimasa. Die historisch bedeutsame Ahom-Sprache, die im Ahom-Reich als Hof- und Literatursprache diente, ist seit dem 19. Jahrhundert ausgestorben, in Teilen Assams werden aber noch kleine Tai-Sprachen gesprochen.

### Religionen
Die Mehrheit der Einwohner Assams sind Hindus. Nach der Volkszählung 2011 machen sie 62 Prozent der Bevölkerung des Bundesstaates aus. Ihr Anteil ist damit niedriger als im Durchschnitt Indiens. Hingegen gibt es eine große Minderheit von Muslimen. Mit 34 Prozent hat Assam den höchsten muslimischen Bevölkerungsanteil aller indischen Bundesstaaten, nach den Unionsterritorien Jammu und Kashmir und Ladakh. In mehreren Distrikten Assams stellen Muslime die Bevölkerungsmehrheit. Ferner gibt es eine christliche Minderheit von knapp 4 Prozent. Besonders hoch ist der christliche Bevölkerungsanteil unter den Stammesvölkern. So bekennt sich im mehrheitlich von indigenen Völkern bewohnten Distrikt Dima Hasao über ein Viertel der Einwohner zum Christentum. Die Verteilung auf die einzelnen Religionsgemeinschaften zeigt die folgende Tabelle:
| Jahr                                   | Buddhisten | Buddhisten | Christen  | Christen | Hindus     | Hindus | Jainas | Jainas | Muslime    | Muslime | Sikhs  | Sikhs | Andere | Andere | keine Angaben | keine Angaben | Gesamt     | Gesamt   |
| Jahr                                   | Zahl       | %          | Zahl      | %        | Zahl       | %      | Zahl   | %      | Zahl       | %       | Zahl   | %     | Zahl   | %      | Zahl          | %             | Zahl       | %        |
| -------------------------------------- | ---------- | ---------- | --------- | -------- | ---------- | ------ | ------ | ------ | ---------- | ------- | ------ | ----- | ------ | ------ | ------------- | ------------- | ---------- | -------- |
| 2011                                   | 54.993     | 0,18       | 1.165.867 | 3,74     | 19.180.759 | 61,47  | 25.949 | 0,08   | 10.679.345 | 34,22   | 20.372 | 0,07  | 27.118 | 0,09   | 50.873        | 0,16          | 31.169.272 | 100,00 % |
| Quelle: Ergebnis der Volkszählung 2011 |            |            |           |          |            |        |        |        |            |         |        |       |        |        |               |               |            |          |

### Moderne Hexenverfolgung
In Assam wurden 2011 und 2021 im Rahmen der modernen Hexenverfolgung 110 Personen umgebracht.

## Geschichte

### Anfänge und Kolonialgeschichte

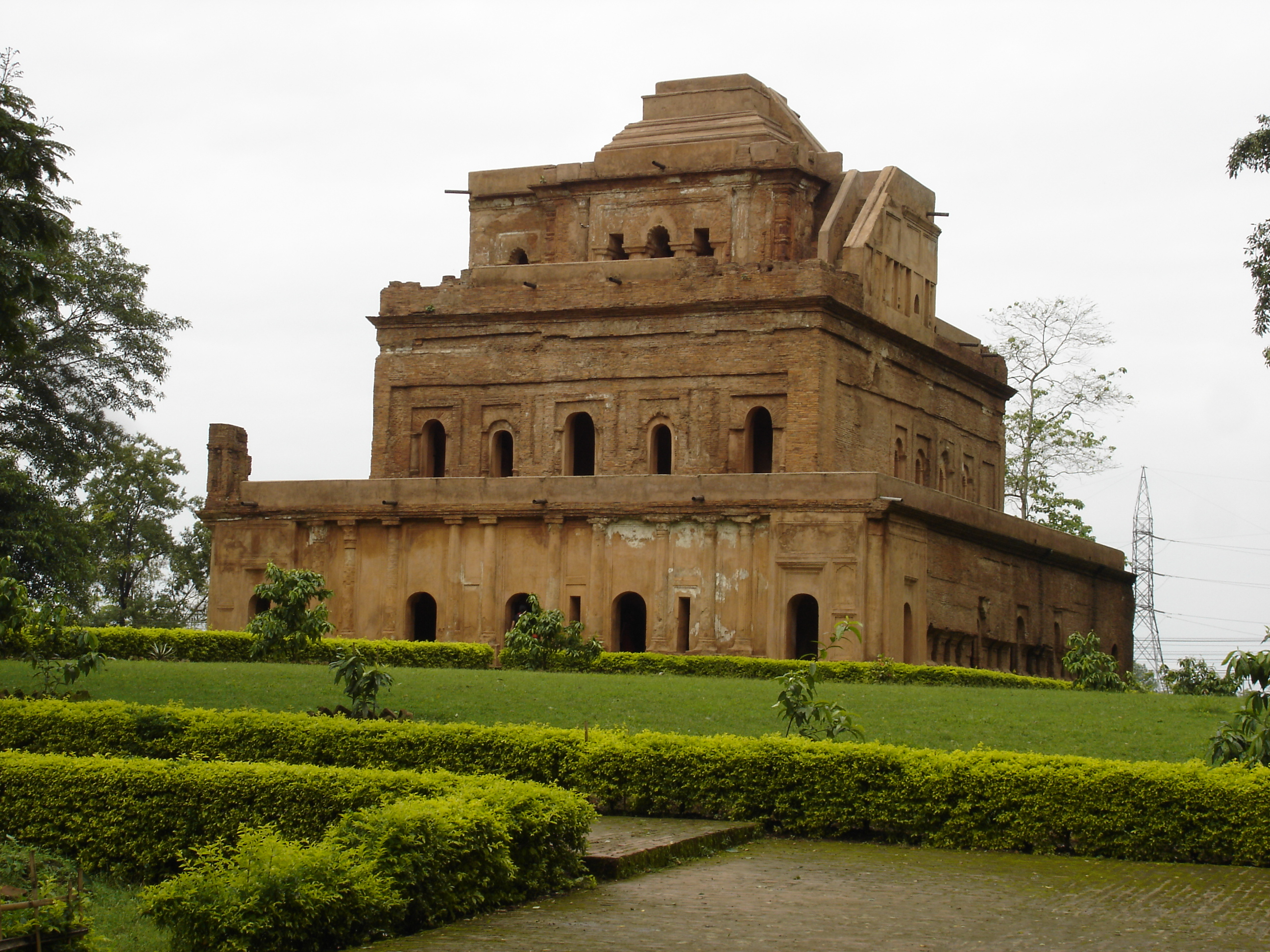
Palastanlage Kareng Ghar, ein Beispiel für die Ahom-Architektur aus dem 18. Jahrhundert

Assam stand seit 1228 unter der Herrschaft der Ahom-Dynastie. Die Ahom waren ein aus dem Gebiet des heutigen Thailand stammendes Eroberervolk, das anfänglich dem buddhistischen Glauben anhing, sich jedoch später im Laufe der Jahrhunderte mit der unterworfenen assamesischen Mehrheitsbevölkerung assimilierte, in ihr aufging und den Hinduismus annahm. Bedingt durch die relativ abgeschiedene Lage machte Assam eine von restlichen Indien unterschiedliche Entwicklung durch. Das Land war beispielsweise nie unter der Herrschaft muslimischer Herrscher und gehörte nie zum Mogulreich.
1826 übernahm die Britische Ostindien-Kompanie Assam nach dem Ersten Anglo-Birmanischen Krieg von den Birmanen. Verwaltungsmäßig wurde das neue Gebiet an die Präsidentschaft Bengalen angegliedert, was unter anderem auch zur Folge hatte, dass viele britisch-bengalische Beamte und Arbeiter aus ganz Indien für die sich neu etablierenden Teeplantagen ins Land kamen. Schon vor der britischen Machtübernahme hatte es immer wiederkehrende Konflikte zwischen den Bewohnern der Brahmaputra-Ebene (plains people) und den Bewohnern des Berglandes (hills people) gegeben. Erstere waren Hindus und sprachen meist Assamesisch, letztere gehörten tibeto-birmanischen Stammesvölkern an, die ihren lokalen Religionen anhingen. Unter der britischen Kolonialherrschaft kam noch eine weitere ethnisch-religiöse Konfliktebene hinzu – jene zwischen den autochthonen Bewohnern Assams (den Assamesen und Stammesvölkern) und den Einwanderern aus anderen Teilen Indiens. Die Einwanderer waren anfänglich überwiegend bengalische Hindus, aber später wanderten zunehmend auch bengalische Muslime nach Assam ein. Im Jahr 1874 wurde das Gebiet von der Präsidentschaft Bengalen verwaltungsmäßig abgetrennt und zur North-East-Frontier-Provinz erhoben. Nach der Teilung Bengalens 1905 wurde es wieder der neu geschaffenen Provinz Ostbengalen (East Bengal) zugeschlagen. Nachdem die Teilung aufgrund der anhaltenden Proteste wieder rückgängig gemacht werden musste, wurde die Provinz Assam 1911 neu geschaffen.

### Nach der Unabhängigkeit

Der Bundesstaat Assam im Jahr 1950:
Stammesgebiete:
1. „A-Stammesgebiete“
2. „B-Stammesgebiete“ (direkt dem Gouverneur unterstellt):

Nach der Teilung Indiens im Zuge der Unabhängigkeit von den Briten 1947 wurde nach einem Referendum am 6. Juli 1947 das zuvor zur Provinz Assam gehörende Gebiet Sylhet Teil des neuen Ostpakistans. Das übrige Assam trat der Indischen Union bei und bildete seit 1950 den Bundesstaat Assam. Assam war ein ausgesprochen multiethnischer Bundesstaat. Der Assamesisch sprechende Bevölkerungsanteil lag nur bei etwa 60 %.
Die 1950 in Kraft getretene Verfassung der Republik Indien sah eine besondere Verwaltung für die Stammesgebiete in Assam vor. Im Anhang 6 (6th Schedule) der Verfassung wurde diese geregelt. Es wurde zwischen „A-“ und „B-Stammesgebieten“ (Part A, Part B) unterschieden. Die A-Stammesgebiete wurden als „autonome Distrikte“ bezeichnet, hatten aber insgesamt etwa denselben Status wie die anderen Distrikte Assams und wählten bei Wahlen beispielsweise auch Abgeordnete in das Parlament von Assam und in das gesamtindische Parlament. Die B-Stammesgebiete, zu denen das Gebiet der North-East Frontier Agency (NEFA) und das Naga-Stammesgebiet (Naga Tribal Area) zählten, unterstanden dagegen direkt dem Gouverneur von Assam als dem Vertreter des indischen Staatspräsidenten und hatten auch keine parlamentarische Vertretung in einem indischen Parlament. In der Verfassung war ausdrücklich festgelegt, dass die indische Zentralregierung das Recht haben sollte, nach eigenem Ermessen die Grenzen der Stammesgebiete zu ändern, oder beispielsweise einzelne Stammesgebiete aus Assam auszugliedern.
In den 1960er und 1970er Jahren betrieb die assamesische Regierung eine Politik der „Assamisierung“. Die assamesische Sprache sollte zur alleinigen Staatssprache werden und als alleinige Sprache an Schulen und Hochschulen gelehrt werden. Dagegen regte sich Widerstand der anderen Völker Assams. Nach und nach wurden große Teile der Stammesgebiete Assams abgetrennt und zu Unionsterritorien und später zu eigenen Bundesstaaten erhoben. Auf diese Weise entstanden 1962 Nagaland (aus Naga Tribal Area und Naga Hills district), 1972/87 Arunachal Pradesh (aus dem Gebiet der NEFA), 1972 Meghalaya (aus Garo Hills und United Khasi & Jaintia Hills district) und 1972/86 Mizoram (aus Lushai Hills district). Als weiteres Problem kam hinzu, dass seit den 1950er Jahren kontinuierlich Bengalen aus Ostpakistan (ab 1971 Bangladesch) illegal über die grüne Grenze nach Assam einwanderten. In der Zeit zwischen 1950 und 1980 wanderten nach Schätzungen etwa 2 Millionen Bangladescher ein. Als bekannt wurde, dass sich viele dieser Einwanderer auch illegal in die Wahlregister hatten eintragen lassen, entstand bei den alteingesessenen Assamesen und Stammesvölkern das Gefühl, bald zu einer Minderheit im eigenen Land zu werden. Von 1979 bis 1985 spielte sich im Bundesstaat die sogenannte Assam-Bewegung ab, eine ethnisch-nationalistische Massenbewegung, die von assamesischen Studentenorganisationen angeführt wurde. Die Assam-Bewegung boykottierte Wahlen, blockierte die Infrastruktur, behinderte die staatlichen Organe und ging zum Teil gewaltsam gegen die muslimische Minderheit vor. Es gab Tausende Tote aufgrund von ethnisch-religiös motivierter Gewalt. Die Unruhen fanden erst ihr weitgehendes Ende, als 1985 das Assam-Abkommen (Assam accord) zwischen den Führern der Assam-Bewegung und der indischen Zentralregierung unter Rajiv Gandhi geschlossen wurde. Die Assam-Bewegung wandelte sich in eine politische Partei um (Asom Gana Parishad) und ihren Führern wurde die Deportation des Großteils der illegal eingewanderten Bengalen zugesagt.
Aufgrund der komplizierten ethnischen Verhältnisse ist Assam seit Jahrzehnten ein Sammelbecken für diverse separatistische Organisationen (siehe Separatistische Organisationen im Nordosten Indiens). Seit längerem zu den Hauptunruheherden gehört die Region Bodoland.
In Assam  wurden zwischen 2011 und 2021 unter dem Vorwand der Hexerei 110 Personen umgebracht, auch aus den Jharkhand und Westbengalen werden derartige Vorfälle berichtet.
Im Jahr 2018 wurden im Zuge der Einführung eines Staatsbürgerregisters etwa vier der 33 Millionen Einwohner in Assam vorläufig nicht als indische Staatsangehörige anerkannt.

Territoriale Gliederung Nordost-Indiens seit 1951
 Der Bundesstaat Assam im Jahr 1951. Die North-East Frontier Agency und die Naga Tribal Area hatten einen Sonderstatus, waren jedoch formal Teil Assams (gestrichelt eingezeichnet das von der Volksrepublik China beanspruchte Territorium)
Assam nach der Entstehung von Nagaland 1962, bis zum Jahr 1972
Die sogenannten „sieben Schwesterstaaten“ im Nordosten Indiens (Grenzen seit 1972).

Die Volksrepublik China beansprucht den größten Teil des Gebiets der früheren North-East Frontier Agency, das bis 1972 zu Assam gehörte (heutiger Bundesstaat Arunachal Pradesh). 1962 war Assam unmittelbar vom Indisch-Chinesischen Grenzkrieg betroffen. Chinesische Streitkräfte drangen bis zum Ufer des Brahmaputra vor, zogen sich aber nach kurzer Zeit wieder hinter die Grenze zurück.

## Politik

### Politisches System

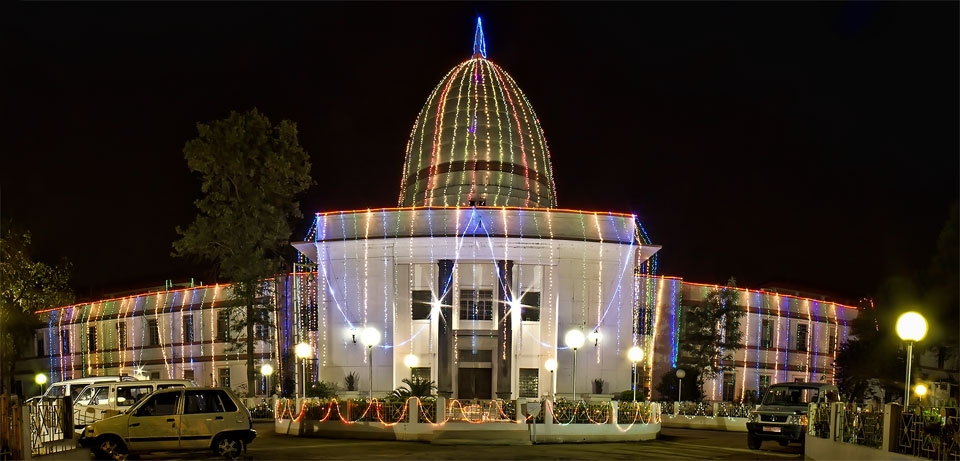
Der Gauhati High Court ist das Höchste Gericht Assams

Die Legislative des Bundesstaates Assam besteht aus einem Einkammernparlament, der Assam Legislative Assembly. Die 126 Abgeordneten des Parlaments werden alle fünf Jahre durch Direktwahl bestimmt. 16 Sitze sind dabei für Angehörige der indigenen Stammesbevölkerung (Scheduled Tribes) und acht für Angehörige benachteiligter Kasten (Scheduled Castes) reserviert. Das Parlament hat seinen Sitz in Dispur, einem Vorort von Guwahati. Der Chief Minister (Regierungschef) Assams wird vom Parlament gewählt. An der Spitze des Bundesstaats steht jedoch der vom indischen Präsidenten ernannte Gouverneur (Governor). Seine Hauptaufgaben sind die Ernennung des Chief Ministers und dessen Beauftragung mit der Regierungsbildung. Das Höchste Gericht Assams ist der Gauhati High Court mit Sitz in Guwahati. Zu seinem Zuständigkeitsbereich gehören neben Assam auch die Bundesstaaten Arunachal Pradesh, Mizoram und Nagaland.
Assam stellt 14 Abgeordnete in der Lok Sabha, dem Unterhaus des indischen Parlaments, und sieben in der Rajya Sabha, dem indischen Oberhaus.

### Parteien
Die Politik Assams wurde lange Zeit von der überregionalen Kongresspartei (INC) auf der einen und einer Reihe von Regionalparteien auf der anderen Seite geprägt. Die Kongresspartei hat seit der Unabhängigkeit die meisten Regierungen Assams gestellt. Die wichtigste Regionalpartei ist die Asom Gana Parishad (AGP). Die Partei ist der Assam-Bewegung entwachsen, die sich zwischen 1979 und 1985 teils gewaltsam gegen die Einwanderung meist muslimischer Bengalen nach Assam richtete. Nachdem die Unterzeichnung eines Abkommens mit der indischen Zentralregierung die Agitation beendet hatte, wurde 1985 die AGP gegründet, die im selben Jahr die Parlamentswahlen gewinnen konnte und bis 1989 sowie erneut von 1996 bis 2001 den Bundesstaat regierte. Seitdem hat die AGP aber deutlich an Rückhalt verloren und spielt mittlerweile nur noch eine marginale Rolle. Während die AGP fremdenfeindliche und assamesisch-nationalistische Positionen vertritt, versteht sich die 2005 gegründete All India United Democratic Front (AIUDF) als Interessenvertretung der Muslime und der anderen Minderheiten Assams. Ihr ist es erfolgreich gelungen viele muslimische Stimmen auf sich zu vereinen. Die dritte Regionalpartei, die Bodoland People’s Front (BPF) ist dagegen aus der Bodoland-Bewegung entstanden, die für einen Autonomiestatus für das Volk der Bodo eintritt.
Seit der lokalen Parlamentswahl 2011 bis 2016 stand Assam unter einer von einer Kongresspartei geführten Regierung. Chief Minister war in dieser Zeit Tarun Gogoi. Bei der gesamtindischen Parlamentswahl 2014 gelang der BJP, die in dem Bundesstaat bislang keine größere Rolle spielte, bedingt durch den landesweit günstigen Stimmungstrend in Assam ein Überraschungserfolg: Sie gewann sieben von 14 Wahlkreisen Assams. Von den restlichen Wahlkreisen gingen je drei an die Kongresspartei und die AIUDF und einer an einen unabhängigen Kandidaten.
Bei der Wahl zum Bundesstaatsparlament 2016 konnte die BJP ihren Aufwärtstrend weiter fortsetzen und gewann mit 29,5 % Stimmenanteil nahezu die Hälfte der Parlamentssitze. Hinsichtlich des Stimmenanteils blieb die Kongresspartei weiterhin stärkste Partei (31,0 %), gewann aber nur 26 von 125 Wahlkreismandaten. Am 24. Mai 2016 wurde Sarbananda Sonowal als erster der BJP angehörender Chief Minister des Bundesstaates vereidigt. Er bildete eine Koalitionsregierung aus BJP, AGP und BPF. Die AGP verließ diese Koalition jedoch am 7. Januar 2019 wieder aufgrund von Meinungsverschiedenheiten über die geplante Novelle zum Staatsbürgerschaftsgesetz (Citizenship (Amendment) Bill 2016). Bei der folgenden Wahl 2021 erhielt die BJP 33,2 % der Stimmen und gewann 60 der 126 Wahlkreise. Die oppositionelle Kongresspartei kam auf 2,7 % Stimmenanteil und 29 Wahlkreise. Im Anschluss bildete sich eine Koalitionsregierung aus BJP, AGP und United People’s Party Liberal (UPPL). Neuer Chief Minister wurde Himanta Biswa Sarma (BJP).

## Wirtschaft
Mit einem Pro-Kopf Bruttoinlandsprodukt von 44.263 Rupien (968 US-Dollar) im Jahre 2015 lag Assam auf Platz 26 von 29 indischen Bundesstaaten. Assam zählt zu den ärmsten und unterentwickeltsten Bundesstaaten in Indien. Gründe für die Unterentwicklung sind eine abgelegene Binnenlage, schlechte Infrastruktur sowie regelmäßige politische und soziale Unruhen. Wirtschaftlich bedeutend für den Bundesstaat ist vor allem die Landwirtschaft.
Im Zeitraum von 2005 bis 2006 waren 31,4 % der Bevölkerung unterernährt, was die vierthöchste Rate unter allen indischen Bundesstaaten war.

### Assam-Tee
In Assam wird fast die Hälfte der Produktion des Teeanbaus in Indien erzeugt; hier befinden sich die größten zusammenhängenden Teeanbaufelder der Welt. Der kräftige, herbe Assam-Tee ist im deutschsprachigen Raum als Hauptbestandteil des Ostfriesentees bekannt.

## Verwaltungsgliederung

Karte der Distrikte Assams (2014)

Der Bundesstaat Assam war 2011 in 27 Distrikte untergliedert (Einwohnerzahl und Bevölkerungsdichte nach der Volkszählung 2011). Die fünf im Jahre 2015 entstandenen Distrikte sind Biswanath (geformt aus Sonitpur), Charaideo (geformt aus Sivasagar), Hojai (geformt aus Nagaon), South Salmara-Mankachar (geformt aus Dhubri) und West Karbi Anglong (geformt aus Karbi Anglong). Als 33. Distrikt und bisher neuester kam 2016 Majuli (geformt aus Jorhat) hinzu.
| ISO 3166–2- Kürzel | Distrikt                | Verwaltungssitz    | Fläche (km²) | Einwohner (2011) | Bev.- dichte (Ew./km²) |
| ------------------ | ----------------------- | ------------------ | ------------ | ---------------- | ---------------------- |
| BK                 | Baksa                   | Mushalpur          | 2.008        | 953.773          | 475                    |
| BA                 | Barpeta                 | Barpeta            | 2.679        | 1.693.190        | 632                    |
| BS                 | Biswanath               | Biswanath Chariali | 1.783        | 612.491          | 344                    |
| BO                 | Bongaigaon              | Bongaigaon         | 1.724        | 732.639          | 425                    |
| CA                 | Cachar                  | Silchar            | 3.783        | 1.736.319        | 459                    |
| CD                 | Charaideo               | Sonari             | 1.068        | 458.615          | 429                    |
| CH                 | Chirang                 | Kajalgaon          | 1.975        | 481.818          | 244                    |
| DA                 | Darrang                 | Mangaldai          | 1.849        | 908.090          | 491                    |
| DM                 | Dhemaji                 | Dhemaji            | 3.230        | 688.077          | 213                    |
| DB                 | Dhubri                  | Dhubri             | 1.664        | 1.948.632        | 1.171                  |
| DI                 | Dibrugarh               | Dibrugarh          | 3.378        | 1.327.748        | 393                    |
| NC                 | Dima Hasao              | Haflong            | 4.853        | 213.529          | 44                     |
| GP                 | Goalpara                | Goalpara           | 1.825        | 1.008.959        | 553                    |
| GG                 | Golaghat                | Golaghat           | 3.506        | 1.058.674        | 302                    |
| HA                 | Hailakandi              | Hailakandi         | 1.326        | 659.260          | 497                    |
| HJ                 | Hojai                   | Hojai              | 1.456        | 931.218          | 640                    |
| JO                 | Jorhat                  | Jorhat             | 2.849        | 1.091.295        | 383                    |
| KR                 | Kamrup                  | Guwahati           | 3.480        | 1.517.202        | 436                    |
| KM                 | Kamrup Metropolitan     | Guwahati           | 627          | 1.260.419        | 2.010                  |
| KA                 | Karbi Anglong           | Diphu              | 10.379       | 965.280          | 93                     |
| KR                 | Karimganj               | Karimganj          | 1.808        | 1.217.002        | 673                    |
| KK                 | Kokrajhar               | Kokrajhar          | 3.668        | 1.040.644        | 280                    |
| LA                 | Lakhimpur               | North Lakhimpur    | 2.277        | 889.010          | 457                    |
|                    | Majuli                  | Garamur            | 787          | 167.304          | 213                    |
| MA                 | Marigaon                | Marigaon           | 1.550        | 957.853          | 618                    |
| NG                 | Nagaon                  | Nagaon             | 3.975        | 2.826.006        | 711                    |
| NL                 | Nalbari                 | Nalbari            | 1.009        | 769.919          | 763                    |
| SI                 | Sivasagar               | Sivasagar          | 2.669        | 1.150.253        | 431                    |
| SO                 | Sonitpur                | Tezpur             | 5.277        | 1.925.975        | 365                    |
| SM                 | South Salmara-Mankachar | Hatsingimari       | 568          | 555.114          | 98                     |
| TI                 | Tinsukia                | Tinsukia           | 3.795        | 1.316.948        | 347                    |
| UD                 | Udalguri                | Udalguri           | 1.676        | 832.769          | 497                    |
| WK                 | West Karbi Anglong      | Hamren             | 3.073        | 295.358          | 96                     |

## Sehenswürdigkeiten
In Assam liegt der Kaziranga-Nationalpark, der 1985 zum UNESCO-Weltnaturerbe ernannt wurde.